# Christopher Bathurst, 3. Viscount Bledisloe
Christopher Hiley Ludlow Bathurst, 3. Viscount Bledisloe, QC (* 24. Juni 1934; † 12. Mai 2009) war ein britischer Peer und Politiker.

## Leben und Karriere
Bathurst besuchte zunächst das Eton College und studierte dann am Trinity College der University of Oxford. Seinen Wehrdienst leistete er bei den 11. Husaren ab. Sodann wurde er als Barrister am Gray’s Inn zugelassen. Die Schwerpunkte seiner Tätigkeit lagen im Bereich des Handelsrechts. 1978 wurde er, wie schon sein Vater zum Kronanwalt ernannt.
Er folgte seinem Vater am 17. Juni 1979 als Viscount Bledisloe nach und war seit dem neben seiner anwaltlichen Tätigkeit im Oberhaus aktiv. 1999 durfte Bathurst als einer von 90 gewählten erblichen Peers seinen Sitz im House of Lords behalten, wo er als Crossbencher saß. Er starb im Alter von 74 Jahren.

## Familie
Bathurst war von 1962 bis zur Scheidung 1986 mit Elizabeth Mary Thompson verheiratet. Sie haben zusammen zwei Söhne und eine Tochter.